# Fatima Moallim
Fatima Moallim, född 26 juni 1992 i Moskva, är en svensk konstnär med rötterna i Somalia.

## Biografi
Fatima Moallim är en självlärd bild- och performancekonstnär verksam i Stockholm. Hennes konst består av performances och digitala verk. Projektet "Flyktinglandet" består av en rad performance och videoverk där olika aspekter av föräldrarnas flykt från Mogadishu, Somalia till Moskva och Sverige undersöks. Konstnärskapet introducerar erfarenheter från en verklighet som består av flykt och främlingskap för en större konstpublik och Fatima Moallim har på kort tid blivit uppmärksammad och deltagit både självständigt och i samlingsutställningar med sina performances och videoverk. Hennes resa in i konstnärskapet har också dokumenterats i boken Att bli konstnär och i samtal med konstnären Dan Wolgers.

## Verk i urval
- Flyktinglandet performance, Spring Clean 2018 Open Call Performances, Marabouparken, Stockholm
- Flyktinglandet performance, The Moderna Exhibition 2018, Moderna Museet, Stockholm
- Flyktinglandet performance, Other Ways 2018 Skånes Konstförening, Malmö
- Flyktinglandet performance, Enskild performance 2019, Göteborgs Konsthall, Göteborg
- Performance Radikal Salong no 2 - En soaré, en happening, ett tillfälle och en möjlighet - encore!, 2019 Under Fontänen
- Videoverk, Space Opera 2019, Crum Heaven, Stockholm
- Videoverk, Time Frame 2019, kungstensgatan 27, Stockholm

## Media
- Att bli konstnär - Tjugofem yngre konstnärer skriver om vägarna till sina konstnärskap, Arvinius & Orpheus Publishing, 2019
- P1 Kultur Hur blir man konstnär? Eller föds man till det? Samtal med Fatima Moallim och Dan Wolgers, 2020